# English River (Kanada)
English River – rzeka w Kanadzie, na północy prowincji Ontario, dopływ rzeki Winnipeg. W miejscu wypływu z jeziora Lac Seul znajduje się elektrownia wodna. Główne dopływy English River to Vermilion i Wabigoon.